# Arhopala inornata
Arhopala inornata är en fjärilsart som beskrevs av Felder 1860. Arhopala inornata ingår i släktet Arhopala och familjen juvelvingar. Inga underarter finns listade i Catalogue of Life.